# Xenija Balta
Xenija Balta (Minsk, Bielorrusia, 1 de noviembre de 1986) es una atleta estonia de origen bielorruso especializada en la prueba de salto de longitud, en la que consiguió ser campeona europea en pista cubierta en 2009.

## Carrera deportiva
En el Campeonato Europeo de Atletismo en Pista Cubierta de 2009 ganó la medalla de oro en el salto de longitud, con un salto de 6.87 metros que fue récord nacional estonio, por delante de las rusas Yelena Sokolova (plata con 6.84 metros) y Olga Kucherenko (bronce con 6.82 metros).